# Tuppägg
Tuppägg eller kycklingägg är ett mycket litet ägg som en ung höna lägger i början eller i slutet av värpperioden. Inom folktron är tuppägg förknippat med basilisken.